# 澳洲淡水鱷
澳洲淡水鱷（學名：Crocodylus johnstoni）是一種中小型鱷魚，原產於澳洲。牠們的體型比同是住在澳洲、性情較兇猛的灣鱷細小得多。雖然在受威脅之下會襲擊人類，但牠們並沒有強大的咬合力以咬死人類。

## 分佈地
澳洲淡水鱷出現在澳洲西部及北部，主要棲身於淡水濕地、河流等。雖然牠們可以忍受海水，但沒有如灣鱷一樣的適應能力。成年的澳洲淡水鱷主要進食鳥類、魚類、兩棲類、爬蟲類及蝙蝠等小動物。

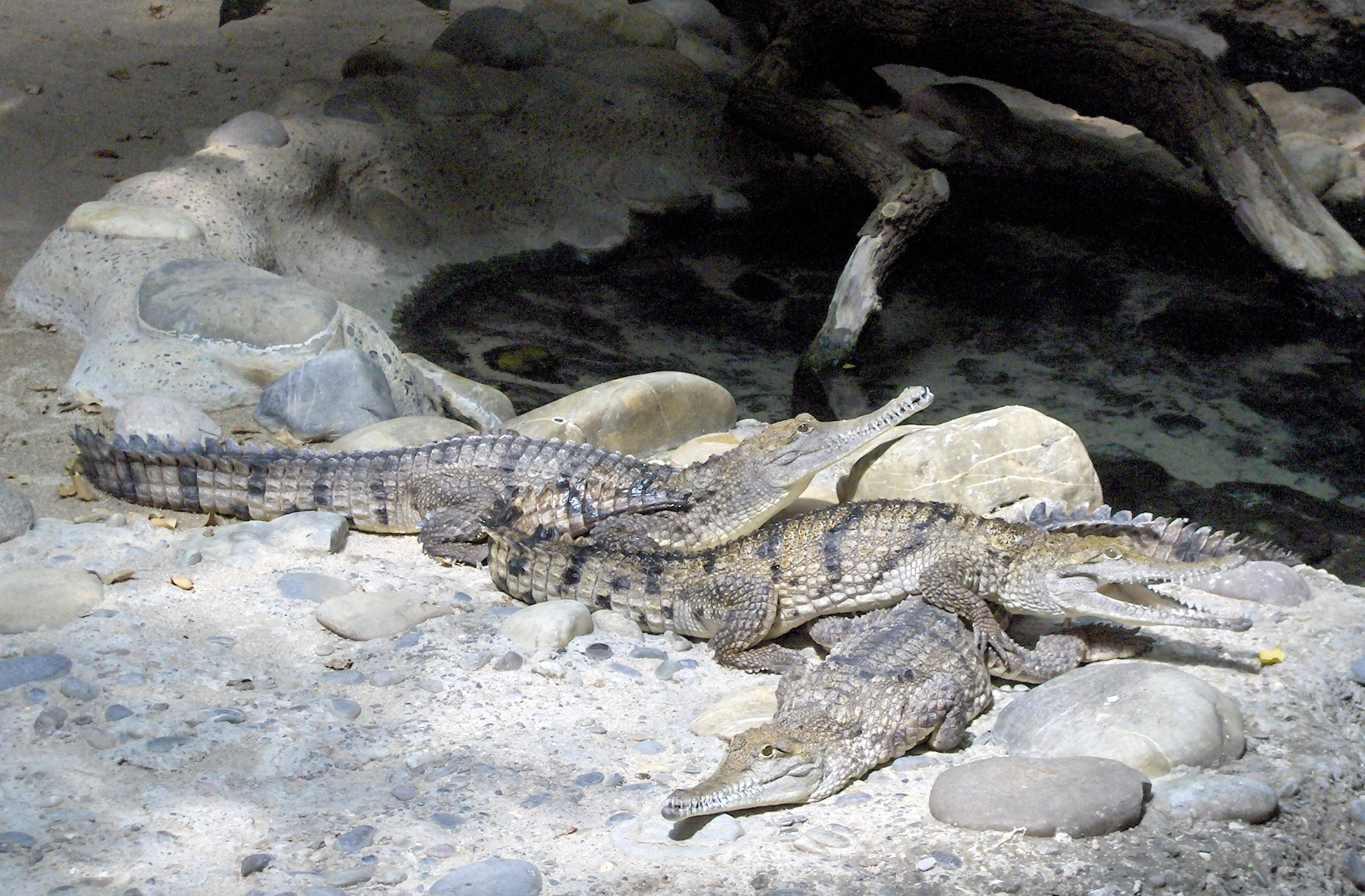
澳洲淡水鱷